# Wooster, Ohio
Wooster là một thành phố thuộc quận Wayne, tiểu bang Ohio, Hoa Kỳ. Năm 2010, dân số của thành phố này là 26119 người.

## Dân số
- Dân số năm 2000: 24811 người.
- Dân số năm 2010: 26119 người.